# Zhangtan
Zhangtan (kinesiska: 樟潭, 樟潭镇) är en köping i Kina. Den ligger i provinsen Zhejiang, i den östra delen av landet, omkring 180 kilometer sydväst om provinshuvudstaden Hangzhou.
Genomsnittlig årsnederbörd är 2 542 millimeter. Den regnigaste månaden är juni, med i genomsnitt 518 mm nederbörd, och den torraste är oktober, med 41 mm nederbörd.